# Ich will auch Geschwister haben
Ich will auch Geschwister haben (schwedisch Jag vill också ha ett syskon) ist eine Geschichte von Astrid Lindgren. Sie handelt von den Geschwistern Peter und Lena. Die Geschichte der beiden wird weitergeführt in dem Buch Ich will auch in die Schule gehen.

## Handlung
Eine Mutter und ein Vater bekommen einen kleinen Jungen und nennen ihn Peter. Obwohl er viel brüllt, haben seine Eltern ihn sehr lieb und meinen er sei das niedlichste Kind auf der Welt. Als Peter größer wird, spielt dieser mit seinem Freund Jan auf der Straße. Eines Tages zeigt ihm Jan sein kleines Brüderchen. Peter möchte nun auch Geschwister haben. Er geht zu seiner Mutter und erzählt ihr das. Peters Mutter erklärt ihm, dass er schon bald einen Bruder oder eine Schwester bekommen wird. Als Peters Schwester Lena geboren wird, findet es Peter plötzlich gar nicht mehr gut Geschwister zu haben. Lena brüllt ständig und bekommt viel mehr Aufmerksamkeit als er selbst, findet Peter. Um die Aufmerksamkeit seiner Mutter zu bekommen, stellt Peter allerhand Unsinn an, sobald Peters Mutter sich mit Lena beschäftigt. So muss seine Mutter ihm Aufmerksamkeit schenken.
Als Peter weint, weil er glaubt, dass seine Eltern Lena lieber haben als ihn, nimmt seine Mutter ihn auf den Schoß und sagt ihm, wie furchtbar lieb sie ihn hat. Sie erklärt ihm, dass Babys immer sehr viel Mühe machen, auch Peter, als er klein war. Weiter sagt sie, dass sie Lena für Peter bekommen haben und er sich deshalb auch um sie kümmern solle. Er habe schließlich auch viel geschrien, als er klein war, sodass sich seine Mutter um ihn kümmern musste. Da findet Peter, dass Lena nun auch mal brüllen darf. Er beschließt, sich um sie zu kümmern. Peter ist ganz stolz, als er sich mit ihr beschäftigt und sie aufhört zu weinen. Stolz präsentiert er den anderen Kindern auf dem Spielplatz seine Schwester.
Als Peter und Lena größer sind, bekommt seine Mutter ein drittes Kind, Nils. Peter und Lena haben Nils sehr lieb, obwohl auch er viel brüllt und viel Zeit seiner Eltern für sich beansprucht. Nun ist Peter froh, dass er damals kein Dreirad, sondern Lena bekommen hat. Denn die beiden haben viel Spaß miteinander und ohne Lena hätte Peter niemanden, der mit ihm eine Kissenschlacht macht.

## Veröffentlichungen
Zum ersten Mal wurde das Buch 1954 unter dem schwedischsprachigen Titel Jag vill också ha ett syskon bei Rabén & Sjögren veröffentlicht. Illustriert wurde es von Birgitta Nordenskjöld. Die erste deutschsprachige Ausgabe erschien 1974 beim Oetinger Verlag, in Übersetzung von Thyra Dohrenburg. Diese Ausgabe wurde illustriert von Margret Rettich. 1978 erschien in Schweden die Neuausgabe des Buches, illustriert von Ilon Wikland. Diese Ausgabe wurde im darauffolgenden Jahr auch in Deutschland neu aufgelegt. Inzwischen sind in Deutschland nur noch Bücher mit Illustrationen von Ilon Wikland im regulären Handel erhältlich. Seit Juli 2017 ist das Buch auch als Hörbuch verfügbar. Gelesen wird die Geschichte von Ursula Illert.

## Peter und Lena Bücher
Astrid Lindgren veröffentlichte zwei Bücher, die sich mit dem Leben der Geschwister Peter und Lena befassten. Obwohl Ich will auch Geschwister haben zeitlich vor Ich will auch in die Schule gehen spielt, wurde es später veröffentlicht.

### Bücher in der Reihe
- Ich will auch Geschwister haben (Jag vill också ha ett syskon)
- Ich will auch in die Schule gehen (Jag vill också gå i skolan)

#### Hörbücher
- Ich will auch Geschwister haben und andere Geschichten, gelesen von Ursula Illert. Enthält die Geschichten: Ich will auch Geschwister haben; Ich will auch in die Schule gehen; Nein, ich will noch nicht ins Bett!. 1 CD. Oetinger Audio. Ungekürzte Lesung. ISBN 9783837310184

## Rezeption
Das Buch erhielt überwiegend positive Kritiken.
Ella Berthoud und Susan Elderkin listeten das Buch unter den „Zehn besten Büchern, wenn man neue Geschwister bekommt“.
Ute Vaut findet das Buch ein „wunderhübsches Bilderbuch in Bullerbü-Atmosphäre.“ Es zeige, dass die neuen Geschwisterkinder viel Zeit und Aufmerksamkeit der Eltern brauchen würden, aber auch, dass die Eltern ihr größeres Kind noch genauso lieb haben würden wie zuvor. Sie empfiehlt das Buch für Kinder ab 4 Jahren. Alexandra Rausch unterstreicht diese Aussage und fügt hinzu, dass das Buch gut als „lockere Vorbereitung und Gesprächsmöglichkeit“ diene, anhand der die Eltern mit dem größeren Kind über diese Dinge sprechen könnten. Auch Gerald Hüther und Cornelia Nitsch empfehlen die Geschichte in ihrem Buch Wie aus Kindern glückliche Erwachsene werden für Kinder ab drei Jahren, um diese auf ein Geschwisterkind vorzubereiten. Traude Trieb  und Doris Becker stimmen dieser Aussage zu. Doris Becker  fügt hinzu, dass Lindgrens Bilderbuch diese Problematik aufnehme und sie liebevoll bearbeite.
Stefan Erlemann von media-mania.de meint, dass das Buch „stereotype Rollenbilder und Verhaltensweisen“ beschreibe. So bade stets die Mutter die Kinder, der Vater schaue nur zu und Babys würden stets schreien. Auch die Bilder von Ilon Wikland findet Erlemann nicht schön. Sie seien „zu bunt, zu naiv und zu hässlich.“